# フォーレル水
フォーレル水（Fowler's solution）は亜ヒ酸カリウム（KAsO2）を1%含む溶液である。考案当初の1700年代の終わりにマラリアと梅毒の治療薬として利用され、その後はレメディや強壮剤として処方された。イギリス・スタッフォードのトーマス・ファウラー（フォーレル）（1736年-1801年）により、1786年に特許薬の代替品、「苦くない解熱薬」として提案された。1865年からは白血病の治療に用いられていた。
日本では、ファウラー溶液、ファウラー氏液、ファウラー液やホーレル水という名称の利用例もある。
1905年からはアフリカ睡眠病の治療薬となったアトキシル（アルサニル酸）のような、有機ヒ素への関心が高まったため、フォーレル水のような無機ヒ素は使われなくなっていった。
ヒ素化合物は、肝硬変、特発性門脈圧亢進症、膀胱がん、皮膚がんのような副作用を伴うなど、特に有害であり発がん性がある。そのため、フォーレル水の利用率は減っていった。（しかしながら、2001年には、アメリカ食品医薬品局が急性前骨髄球性白血病の治療のため、三酸化二ヒ素を医薬品として承認したように、砒素への関心が高まりつつある。）
フォーレル水はヒ素の毒性から殺人事件でも用いられた。横浜の外国人居留地では、1896年に英国人商人が妻に毒殺された事件で利用された。この事件は徳岡孝夫によるノンフィクション小説『横浜・山手の出来事』という作品の題材となった。この作品により日本推理作家協会賞を受賞した。